# 程树群
程树群，中华人民共和国教育部长江学者特聘教授，上海理工大学健康科学与工程学院教授，主要从事肝癌合并门静脉癌栓临床与基础的研究。

## 著作
- 《肝癌门静脉癌栓治疗》
- 《癌栓学》

## 荣誉
- 中国国家科技进步二等奖